# داديخ
داديخ قرية سورية تتبع ناحية سراقب في منطقة مركز إدلب في محافظة إدلب. بلغ عدد سكانها 2,674 نسمة في عام 2004 حسب إحصاء المكتب المركزي للإحصاء.
تشتهر داديخ بالبطيخ حتى قيل: «لا تأكل البطيخ إلا من داديخ»، تقع داديخ غرب اوتوستراد حلب دمشق الدولي ب 3 كم. يشتهر أهلها بالزراعة الزيتون القمح
يوجد بها تل اثري دفنت تحته مملكة يقال انها جزء من مملكة إيبلا ويربطها بها نفق تحت الأرض . .